# Systropha hirsuta
Systropha hirsuta là một loài Hymenoptera trong họ Halictidae. Loài này được Spinola mô tả khoa học năm 1839.